# فابيان ميسنبوك
فابيان ميسنبوك (ولد 7 يوليو 1993، في كلاغنفورت، النمسا) هو لاعب كرة قدم نمساوي. سبق له أن لعب مع أندية مثل سبارتاك ترنافا السلوفاكي وماترسبرغ النمساوي. يلعب حاليًا مع نادي أوستريا كلاغنفورت في الدوري النمساوي الممتاز.

## وصلات خارجية
فابيان ميسنبوك على موقع قاعدة بيانات كرة القدم.إي يو (الإنجليزية)
- فابيان ميسنبوك على موقع Soccerway.com (الإنجليزية)
- فابيان ميسنبوك على موقع عالم كرة القدم.نت (الإنجليزية)